# Paweł Wołłowicz (zm. 1630)
Paweł Iwanowicz Wołłowicz herbu Bogoria (zm. 6 marca 1630 roku) – podskarbi nadworny litewski w 1619 roku, starosta grodzieński w latach 1615-1630, podkomorzy grodzieński w latach 1600-1615, horodniczy grodzieński w latach 1601-1623. 
W 1610 roku ufundował własny dwór w Pawłowiczach. Wcześniej w miejscu nowego dworu stał parterowy drewniany dworek kryty gontem, zbudowany przez  dziada Pawła, Iwana Wołłowicza - koniuszego trockiego.
Poseł na sejm nadzwyczajny 1613 roku z powioatu grodzieńskiego. 